# Hongophila arizonica
Hongophila arizonica är en skalbaggsart som beskrevs av Ashe 1992. Hongophila arizonica ingår i släktet Hongophila och familjen kortvingar. Inga underarter finns listade i Catalogue of Life.